# Sandersville (Georgia)
Sandersville è una città degli Stati Uniti d'America, situata nello Stato della Georgia e in particolare nella contea di Washington, della quale è il capoluogo.